# Switchblade II
Switchblade II is een videospel dat werd ontwikkeld en uitgegeven oor  Gremlin Interactive. Het spel kwam in 1991 uit voor de Commodore Amiga en de Atari ST. Later volgende ook een release voor de Atari Lynx en de BlackBerry. Het spel is een zijwaarts scrollend platformspel. De speler speelt Hiro en moet het opnemen tegen ninja lord Havo. Hij kan hiervoor verschillende wapens gebruiken zoals werpsterren. Voor elke vijand die wordt verslagen krijgt de speler munten. Met de munten kan bij de winkels in het spel levens, energie of andere wapens aangeschaft worden.

## Platforms
| Jaar | Platform        |
| ---- | --------------- |
| 1991 | Amiga, Atari ST |
| 1992 | Lynx            |
| 2013 | BlackBerry      |

## Ontvangst
| Beoordeeld door                     | Platform | Datum             | Score |
| ----------------------------------- | -------- | ----------------- | ----- |
| Amiga Action                        | Amiga    | mei 1991          | 90%   |
| Atari ST User                       | Atari ST | september 1991    | 90%   |
| ST Format                           | Atari ST | december 1992     | 88%   |
| Game Zero                           | Lynx     | januari 1993      | 80%   |
| The Video Game Critic               | Lynx     | 10 april 2013     | 75%   |
| Power Play                          | Amiga    | juli 1991         | 74%   |
| Amiga Joker                         | Amiga    | april 1991        | 68%   |
| Power Play                          | Lynx     | september 1992    | 63%   |
| All Game Guide                      | Lynx     | 1998              | 30%   |
| Digital Press - Classic Video Games | Lynx     | 10 september 2005 | 30%   |